# Tehtaan kenttä
Tehtaan kenttä (finnisch, dt. etwa „Spielfeld (von) Tehtaa“; Spitzname Tehtis) ist ein Fußballstadion in der finnischen Stadt Valkeakoski. Es dient hauptsächlich als Spielstätte des FC Haka, welcher in der Veikkausliiga spielt.
Das 1934 errichtete Stadion bietet Platz für 6400 Zuschauer (3544 Sitzplätze und 2856 Stehplätze). Der Zuschauerrekord liegt bei 6401 Zuschauern und wurde beim Ligaspiel zwischen dem FC Haka und dem HJK Helsinki im Jahr 1999 aufgestellt.